# Széll Kálmán tér metróállomás
A Széll Kálmán tér metróállomás a budapesti M2-es metróvonalon a Batthyány tér és a Déli pályaudvar, végállomás között található.
A metrómegálló háromalagutas stílusban épült. Itt üzemelnek a főváros leghosszabb mozgólépcsői. A vonalon ennél az állomásnál a legnagyobb a szintkülönbség a felszín és az állomás peronja között. (38,6 méter)
Az állomásról 4 mozgólépcső indul a felszínre, ahol a tér arculatát meghatározó legyező alakú fogadóépületbe csatlakozik.
Az állomáson POKET zsebkönyvautomata található.

## Képgaléria

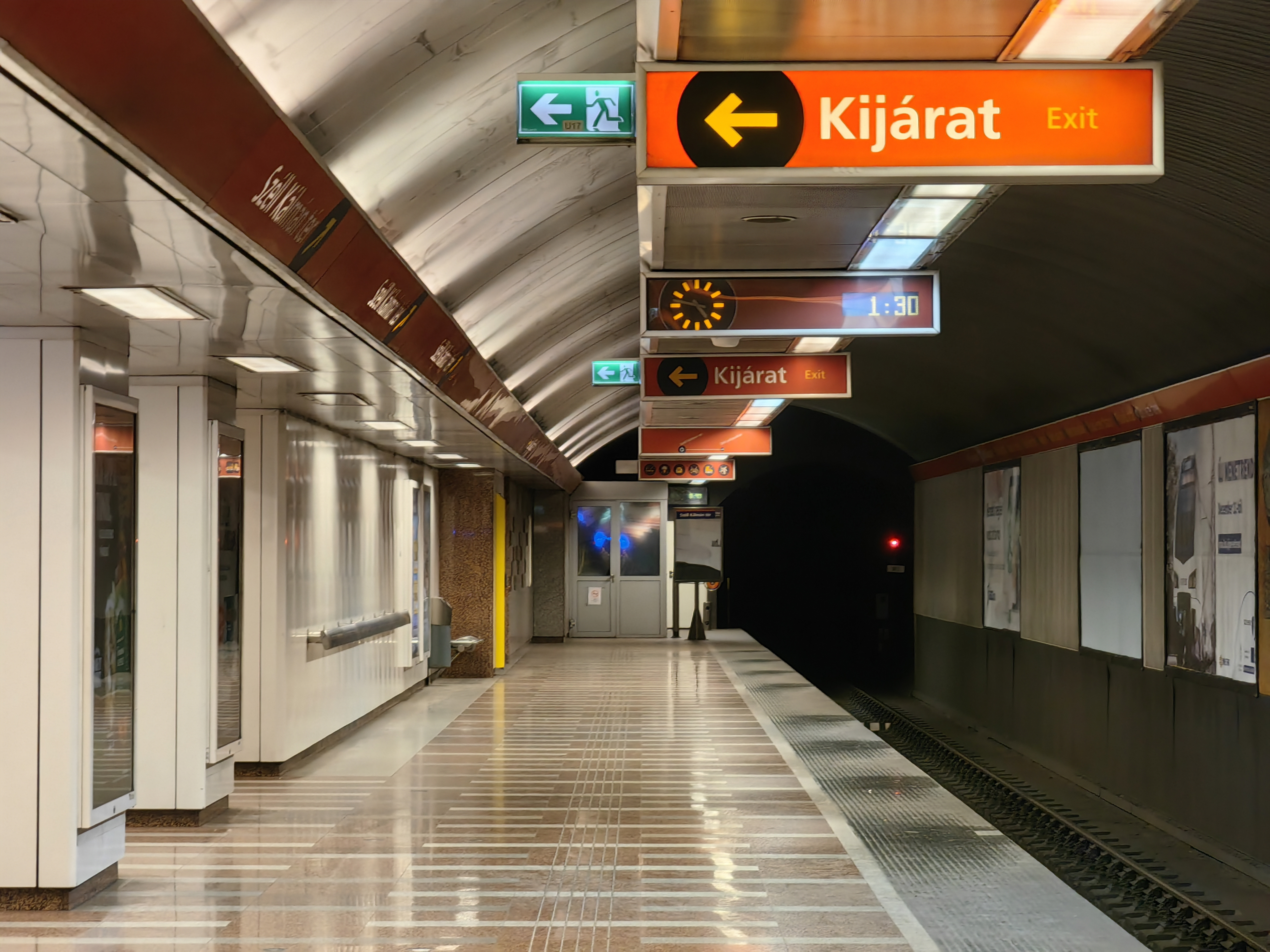
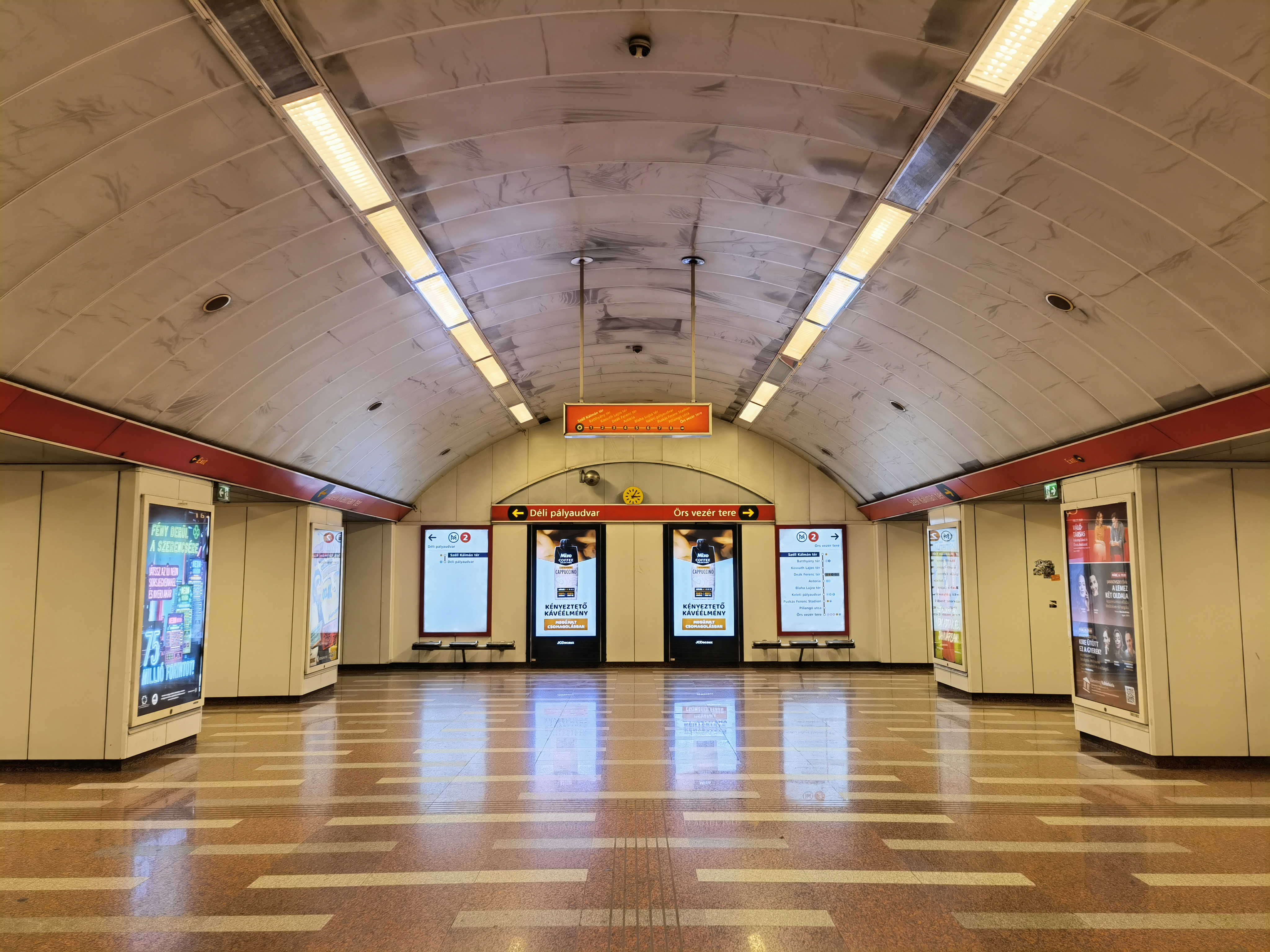
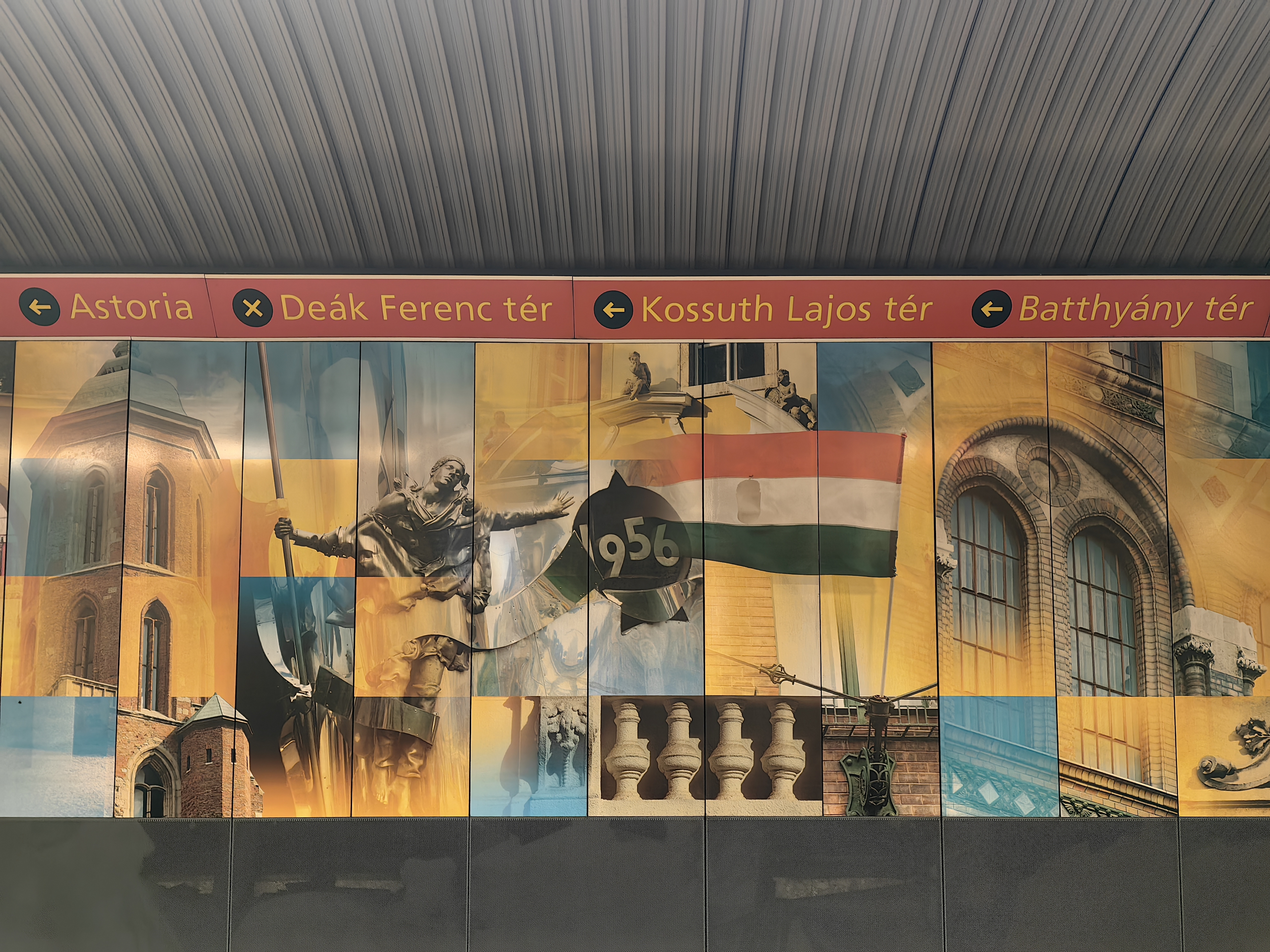
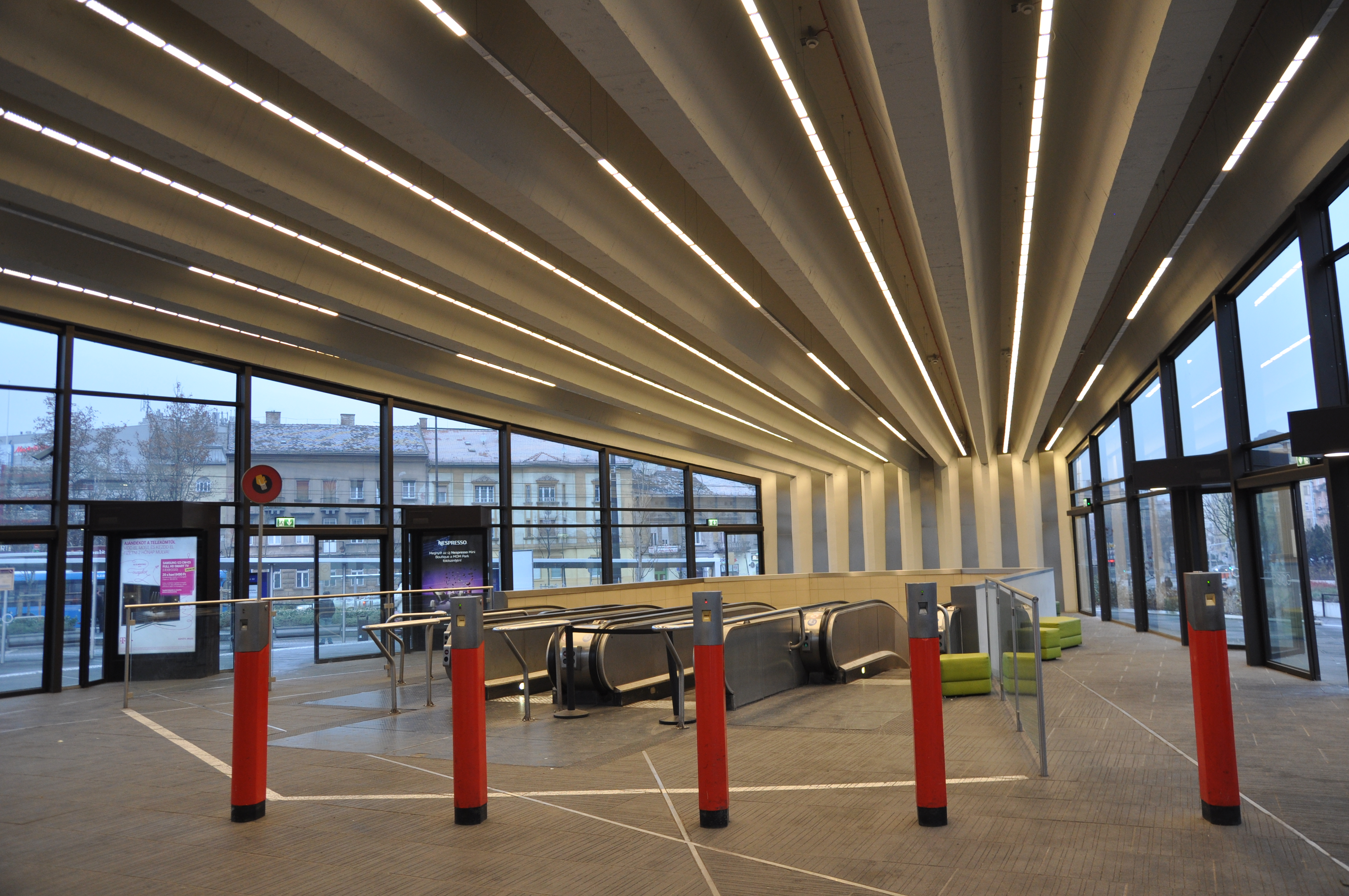
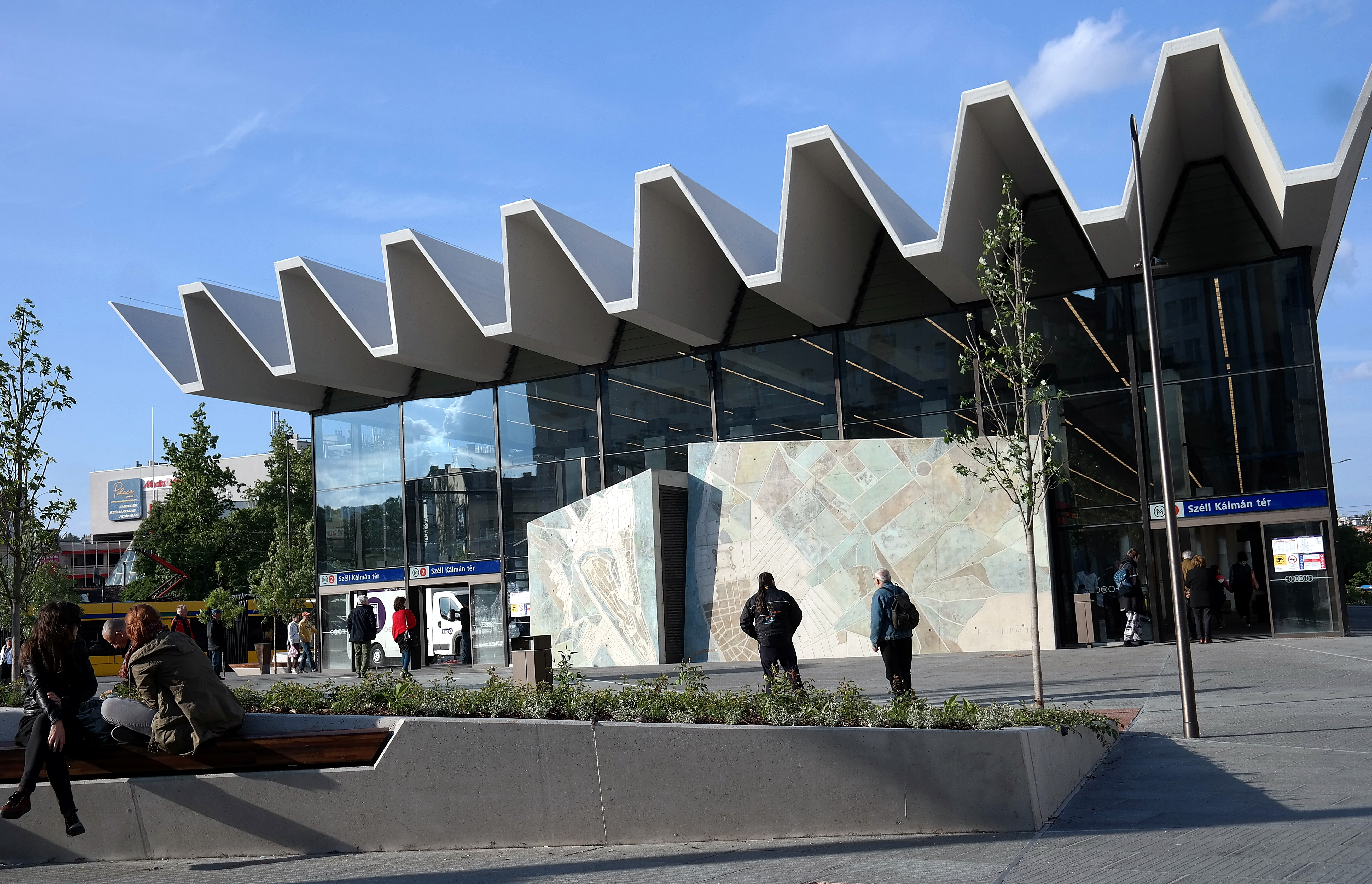
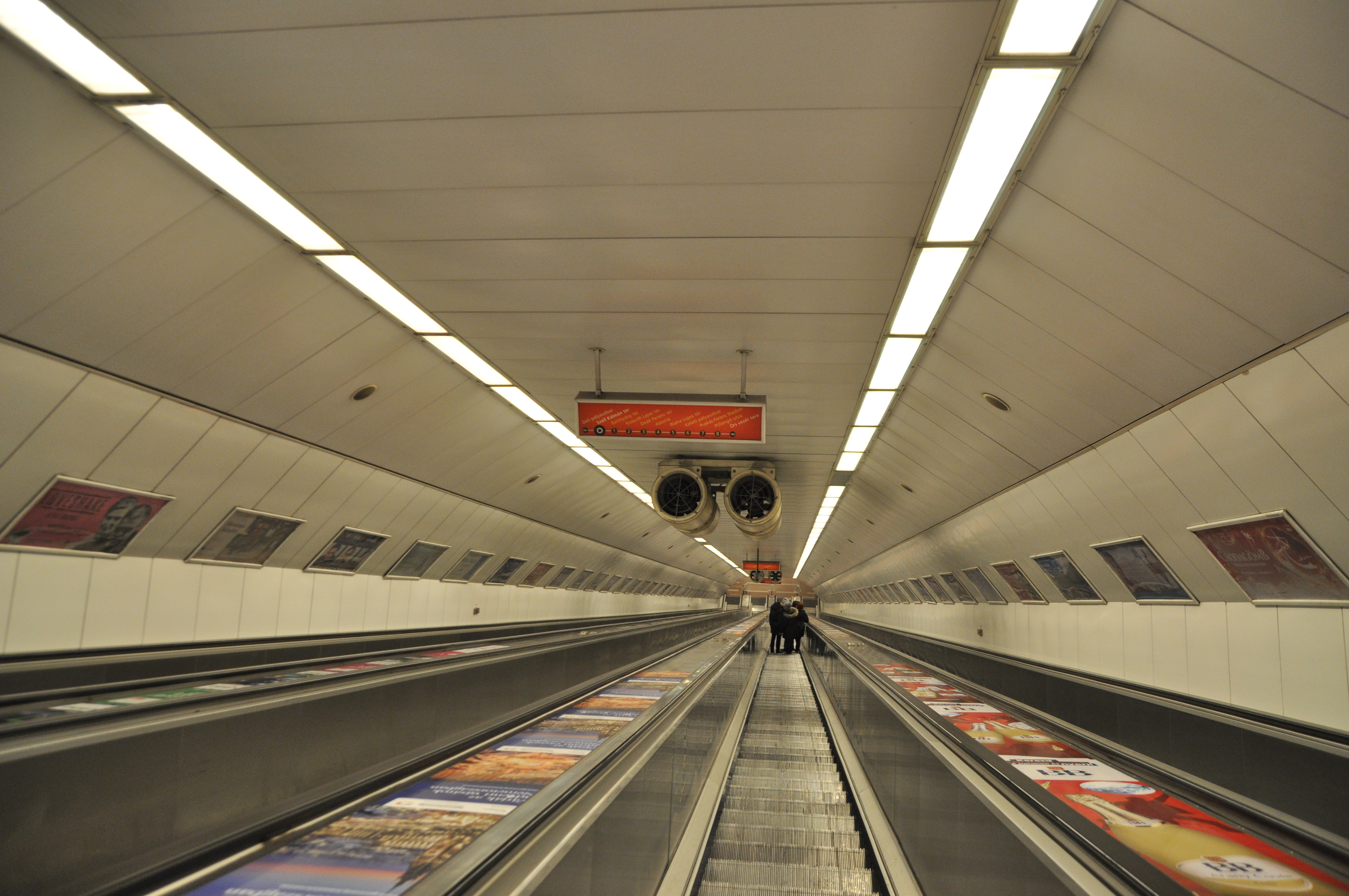

## Átszállási kapcsolatok
| Széll Kálmán tér | 4, 6, 17, 56, 56A, 59, 59A, 59B, 61 5, 16, 16A, 21, 21A, 22, 22A, 39, 91, 102, 116, 128, 129, 139, 140, 140A, 149, 155, 156, 221, 222 781, 782, 783, 784, 785, 786, 787, 789, 791, 793, 794, 795 | Városmajor, Budai Várnegyed, Nemzeti Média- és Hírközlési Hatóság, Nemzetgazdasági Minisztérium, VOLÁN-buszállomás, Mammut bevásárlóközpont, Millenáris Kulturális Központ |